# Краснова, Прасковья Денисовна
Праско́вья Дени́совна Красно́ва (22 октября 1901, Кельмаково, Царевококшайский уезд, Казанская губерния, Российская империя ― 25 ноября 1976, Баку, Азербайджанская ССР, СССР) ― марийский советский деятель здравоохранения, врач-физиотерапевт. Заведующая Йошкар-Олинской детской городской больницей (1938―1941), заведующая физиокабинетами Республиканской больницы Марийской АССР и Йошкар-Олинской городской больницы (1948―1959). Заслуженный врач РСФСР (1958).

## Биография
Родилась 22 октября 1901 года в деревне Кельмаково ныне Медведевского района Марий Эл в крестьянской семье.
В 1915 году окончила Монастырскую церковно-приходскую школу в Царевококшайске, в 1923 году ― Краснококшайский педагогический техникум.
В 1929 году окончила медицинский факультет Казанского университета.
В 1930―1932 годах ― врач передвижной детско-женской консультации, с 1933 года ― врач Сернурской районной больницы Марийской автономной области.
После репрессий в отношении мужа, деятеля образования И. Д. Данилова в 1938 году переехала в г. Йошкар-Олу: заведующая детской городской больницей, с 1941 года ― заведующая физиокабинетом городской поликлиники, с 1944 года ― инспектор, начальник отдела детства Министерства здравоохранения Марийской АССР, в 1948―1955 годах ― заведующая физиокабинетом Республиканской больницы Марийской АССР, в 1955―1959  годах ― заведующая физиокабинетом Йошкар-Олинской городской больницы. В 1959 году вышла на пенсию.
За многолетнюю плодотворную работу в области здравоохранения в 1944 году удостоена почётного звания «Заслуженный врач Марийской АССР», в 1958 году ― почётного звания «Заслуженный врач РСФСР». Награждена орденом «Знак Почёта», медалями и Почётной грамотой Президиума Верховного Совета Марийской АССР.
После выхода на пенсию оставила трудовую деятельность, ежегодно ездила на отдых к дочери и внукам в Баку, где и ушла из жизни 25 ноября 1976 года, похоронена на одном из городских кладбищ в Баку.

## Признание заслуг
- Заслуженный врач РСФСР (6 февраля 1958)[2][3]
- Значок «Отличнику здравоохранения» (СССР)[4]
- Заслуженный врач Марийской АССР (1944)[2][3]
- Орден «Знак Почёта» (1946)[2][3]
- Медаль «За доблестный труд в Великой Отечественной войне 1941—1945 гг.» [4]
- Медаль «За доблестный труд. В ознаменование 100-летия со дня рождения Владимира Ильича Ленина» (1970)[4]
- Почётная грамота Президиума Верховного Совета Марийской АССР (6 декабря 1944)[2][3]

## Память
- Неизвестным ныне марийским художником был написан живописный портрет заслуженного врача РСФСР П. Д. Красновой.
- Мемориальная коллекция заслуженного врача РСФСР П. С. Красновой в настоящее время хранится в Музее истории города Йошкар-Олы[4].